# Cancer bronchique provoqué par des carbures métalliques
Cet article décrit les critères administratifs pour qu'un cancer bronchique provoqué par le cobalt soit reconnu comme maladie professionnelle.
Ce sujet relève du domaine de la législation sur la protection sociale et a un caractère davantage juridique que médical.
Pour la description clinique de la maladie se reporter à l'article suivant :

## Législation enFrance

### Régime général
| Fiche Maladie professionnelle | Fiche Maladie professionnelle | Fiche Maladie professionnelle |
| Ce tableau définit les critères à prendre en compte pour que les affections cancéreuses provoquées par le cobalt soient prises en charge au titre de la maladie professionnelle | Ce tableau définit les critères à prendre en compte pour que les affections cancéreuses provoquées par le cobalt soient prises en charge au titre de la maladie professionnelle | Ce tableau définit les critères à prendre en compte pour que les affections cancéreuses provoquées par le cobalt soient prises en charge au titre de la maladie professionnelle                                                                 |
| Régime Général. Date de création : 9 mars 2000 | Régime Général. Date de création : 9 mars 2000 | Régime Général. Date de création : 9 mars 2000 |
| Tableau N° 70 ter RG | Tableau N° 70 ter RG | Tableau N° 70 ter RG |
| Affections cancéreuse broncho-pulmonaires primitives causées par l'inhalation de poussières de cobalt associées au carbure de tungstène avant frittage                          | Affections cancéreuse broncho-pulmonaires primitives causées par l'inhalation de poussières de cobalt associées au carbure de tungstène avant frittage                          | Affections cancéreuse broncho-pulmonaires primitives causées par l'inhalation de poussières de cobalt associées au carbure de tungstène avant frittage                                                                                          |
| --- | --- | --- |
| Désignation des Maladies | Délai de prise en charge | Liste indicative des principaux travaux susceptibles de provoquer ces maladies |
| Cancer broncho-pulmonaire | 35 ans (sous réserve d'une exposition de 5 ans minimum) | Travaux exposant à l'inhalation associée de poussières de cobalt et de carbure de tungstène dans la fabrication des carbures métalliques à un stade avant le frittage (mélange de poudres, compression, rectification et usinage du préfritté). |
| Date de mise à jour : | | |

### Données professionnelles
Le carbure de tungstène est un matériau très dur — 9 à l’échelle de Mohs — résultant d'une combinaison de carbone et de tungstène.
Il convient à divers alliages servant à la confection d'outils devant résister à l'usure comme les scies, les forets, la fraise (outil) ou l'outil de tour.
Il est aussi utilisé pour faire des balles de munitions et parfois des billes de stylo.
Il est principalement utilisé dans les outils coupant sous sa forme frittée à l'aide de cobalt, qui lui donne la ductilité nécessaire. On peut l'utiliser aussi dans le revêtement de matériaux pour en diminuer l'usure. Par exemple pour les centrifugeuses, on dépose du carbure de tungstène sur les spires pour un blindage plus performant.
Le frittage est un procédé qui permet de réaliser des pièces mécaniques ou d'autres objets à partir de poudres plus ou moins fines. Dans un premier temps, ces poudres sont agglomérées par divers procédés pour constituer une préforme, laquelle est ensuite chauffée pour acquérir une certaine cohésion.

### Données médicales
Le Cobalt métal en présence de carbure de tungstène est inscrit sur la liste des cancérogènes probables pour l'homme du groupe 2A du CIRC

#### Sources spécifiques
- Tableau N° 70 Ter des maladies professionnelles du régime Général

#### Sources générales
- Tableaux du régime Général sur le site de l’AIMT
- Tous les tableaux du régime Général
- Tous les tableaux du régime Agricole
- Guide des maladies professionnelles sur le site de l’INRS

#### Autres liens
- Maladies à caractère professionnel

#### Internationalisation
- Liste Européenne des maladies professionnelles
- Liste des maladies professionnelles au Sénégal
- Liste des maladies professionnelles en Tunisie